# Okres wedyjski

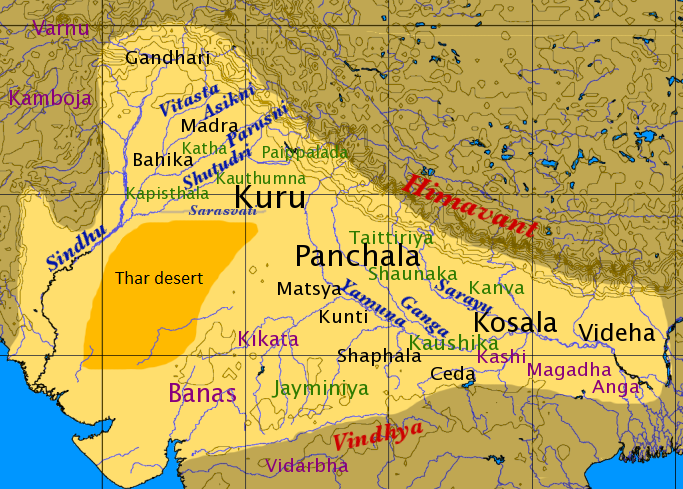
Mapa północnych Indii w późnym okresie wedyjskim

Okres wedyjski – okres, w którym powstawały Wedy, najstarsze święte księgi hinduizmu. Uczeni umiejscawiają ten okres między drugim a pierwszym tysiącleciem p.n.e. aż do VI wieku p.n.e., bazując na dowodach piśmiennych.